# Viação Nasser
A Viação Nasser foi uma empresa brasileira que atuou no ramo de transporte rodoviário de passageiros fundada em março de 1946 pelos irmãos Eduardo e Jamil Nasser. Sua sede ficava na cidade paulista de São José do Rio Pardo.
Em 1998, a empresa passou para o controle do Grupo Áurea (atual Grupo Comporte), pertencente à família de Nenê Constantino. Em 2000, foi repassada para o Grupo Santa Cruz. Seu CNPJ foi, oficialmente, baixado em 31 de dezembro de 2017.

## História
A história da Nasser teve início em março de 1946, quando os irmãos Eduardo Nasser e Jamil Nasser fundaram a então Viação Irmãos Nasser. A pequena empresa iniciou suas operações com apenas um ônibus que realizava a linha São José do Rio Pardo-Poços de Caldas. Em dezembro de 1949, com a entrada na sociedade de Zezinho Nasser, sobrinho de Eduardo e Jamil, a empresa teve seu nome alterado apenas para o atual Viação Nasser.
No final dos anos 90, a Nasser foi adquirida pelo Grupo Áurea (atual Grupo Comporte), empresa de Nenê Constantino; porém não muito tempo depois, em setembro de 2000, a empresa foi comprada pelo Grupo Santa Cruz. Após a venda da Viação Nasser, o antigo proprietário da empresa, o senhor Henrique Farah Nasser viu seu sonho de trazer para a região de Campinas (SP) um pouco da tradição no ramo de transportes da família. Uniram-se forças e então, um dos filhos de Henrique, Eduardo Nasser, tornou-se sócio e assumiu a responsabilidade de organizar uma nova empresa. Logo após o outro filho, Alexandre, uniu-se à luta, assumindo toda a parte operacional.
Seus ônibus são caracterizados pelas cores azul e cinza, acompanhados pela logomarca do Grupo Santa Cruz, a qual pertence até os dias atuais.